# عثة البحر
عثة البحر (الاسم العلميPegasus)، جنس أسماك بحرية من فصيلة عثيات بحرية.أعطانها المحيط الهندي وغرب المحيط الهادي: أستراليا،البحرين،الصين،الهند، إندونيسيا،اليابان، ماليزيا، موزمبيق، ميانمار، الفلبين،السعودية، سنغافورة، تايوان، تنزانيا وتايلاند.

## الأنواع
هناك أربع أنواع معترف بها:
- Pegasus lancifer Kaup, 1861 (Sculptured seamoth)
- Pegasus laternarius جورج كوفييه, 1816 (Brick seamoth)
- عثة البحر طويلة الذيل كارولوس لينيوس, 1758 (Long-tail seamoth)
- Pegasus tetrabelos Osterhage, Pogonoski, Appleyard & ويليام توبي وايت, 2016 (Short-spined seamoth) [2]